# Municipio de Columbia (condado de Jackson)
El municipio de Columbia (en inglés: Columbia Township) es un municipio ubicado en el condado de Jackson en el estado estadounidense de Míchigan. En el año 2010 tenía una población de 7420 habitantes y una densidad poblacional de 72,35 personas por km².

## Geografía
El municipio de Columbia se encuentra ubicado en las coordenadas 42°6′7″N 84°16′29″O / 42.10194, -84.27472. Según la Oficina del Censo de los Estados Unidos, el municipio tiene una superficie total de 102.56 km², de la cual 94,89 km² corresponden a tierra firme y (7,48 %) 7,67 km² es agua.

## Demografía
Según el censo de 2010, había 7420 personas residiendo en el municipio de Columbia. La densidad de población era de 72,35 hab./km². De los 7420 habitantes, el municipio de Columbia estaba compuesto por el 97,55 % blancos, el 0,24 % eran afroamericanos, el 0,35 % eran amerindios, el 0,67 % eran asiáticos, el 0,19 % eran de otras razas y el 1 % eran de una mezcla de razas. Del total de la población el 1,89 % eran hispanos o latinos de cualquier raza.